# Deadpool
Deadpool (Wade Wilson) izmišljen je lik i antijunak koji se pojavljuje u američkim stripovima koje je objavio Marvel Comics. Stvorio ga je pisac Fabian Nicieza i pisac/umjetnik Rob Liefeld. Lik se prvi put pojavio u stripu The New Mutants #98 (iz veljače 1991. godine). U početku je Deadpool bio prikazan kao superzlikovac kad se prvi put pojavio u stripu The New Mutants i kasnije u izdanjima stripa X-Force, ali kasnije se razvio u svoju prepoznatljiviju antiherojsku osobu. Deadpool, čije je pravo ime Wade Wilson, unakažen je i duboko uznemiren plaćenik i ubojica s nadljudskim sposobnostima ubrzanog ozdravljivanja i fizičkih sposobnosti. Lik je poznat kao "Merc with a Mouth" (hrv. "plaćenik s dugim jezikom") zbog njegove sklonosti stalnoj šali i rušenju četvrtog zida.
Popularnost lika potaknula je njegovu pojavu u brojnim drugim medijima. U seriji Cable & Deadpool iz 2004. godine, kaže da izgleda kao "spoj Ryana Reynoldsa i Shar-Peija". Reynolds glumi Deadpoola u seriji filmova X-Men, nastupajući u filmovima X-Men Origins: Wolverine (2009.), Deadpool (2016.) i nastavku Deadpool 2 (2018.).